# Shrigonda
Shrigonda is een nagar panchayat (plaats) in het district Ahmednagar van de Indiase staat Maharashtra. 

## Demografie
Volgens de Indiase volkstelling van 2001 wonen er 26.331 mensen in Shrigonda, waarvan 52% mannelijk en 48% vrouwelijk is. De plaats heeft een alfabetiseringsgraad van 71%. 